# Финике
Финике —  (тур.: [feˈnice]), древний Феникс или Phoinix (др.-греч.: Φοῖνιξ), также ранее Phineka, город, муниципалитет и район  в Турции, в 110 км к западу от Анталии. Расположен на побережье Средиземного моря. Его площадь составляет 768 км2, а его население составляет 49 720 человек (2022). Он расположен на средиземноморском побережье провинции Анталья в Турции, к западу от города Анталья, вдоль Турецкой Ривьеры, на южном берегу полуострова Теке, и побережье здесь является популярным туристическим направлением. Однако Финике больше всего известен своими ароматными апельсинами, символом города.

## История
Современный город вырос на месте античного города Феникс или Финикия, основанного финикийцами в V веке до н. э. Но античный город утерян под современными постройками. 
На протяжении столетий Финике, тогда называвшийся Феникс или Phoinix (Φοῖνιξ), был портовым городом древней Ликии, недалеко от одноименной горы. Это был торговый порт и главный порт Лимиры, столицы Ликии. Говорят, что Феникс был основан финикийцами в V веке до нашей эры, и поэтому назван в честь его основателей.
Район был заселен гораздо раньше; археологи нашли доказательства около города Элмалы, показывающие, что полуостров Теке был заселен с 3000 года до нашей эры (хотя на побережье не было обнаружено ничего датируемого ранее 2000 года до нашей эры).
Торговля вдоль побережья была впервые налажена персами, которые уступили Ликию армиям Александра Македонского. Однако побережье постоянно подвергалось набегам со стороны Сирии, Египта и Родоса, пока оно не было включено в древнеримскую, а позднее в византийскую империю. Даже тогда византийцам угрожали арабские армии, пришедшие с Аравийского полуострова. В 655 году близ города произошло морское сражение между византийским и арабским флотами. В конце концов, в 13 веке этот район был завоеван турками-сельджуками. На смену им в 1426 году пришла Османская империя.
Город был заселен греками до обмена населением между Грецией и Турцией в 1923 году.